# Jewish Telegraphic Agency
La Jewish Telegraphic Agency (JTA) es una agencia de noticias internacional que sirve a la comunidad judía así como a periódicos y medios de comunicación de todo el mundo. La JTA fue fundada el 6 de febrero de 1917 por Jacob Landau como la Oficina de Correspondencia judía con el mandato de recopilación y difusión de noticias  que afectan a las comunidades judías de la diáspora. Es una organización sin fines de lucro.
Tiene su sede en Nueva York y cuenta con corresponsales en Washington D. C., Jerusalén, Moscú y treinta y otras ciudades de América del Norte y del Sur, Israel, Europa, África y Australia. Constituye una corporación regida por una Junta de Directores. Afirma no tener ninguna lealtad a ninguna rama del Judaísmo o punto de vista político.